# Breonia havilandiana
Breonia havilandiana är en måreväxtart som beskrevs av Anne-Marie Homolle. Breonia havilandiana ingår i släktet Breonia och familjen måreväxter. Inga underarter finns listade i Catalogue of Life.